# Ferran Torres
Ferran Torres García (* 29. února 2000 Foios) je španělský profesionální fotbalista, který hraje na pozici křídelníka za klub FC Barcelona hrající španělskou Primera División. Předtím hrál za Valencii, ze které přestoupil do Manchesteru City hrající anglickou Premier League. Nastupuje za španělský národní tým. V seniorské reprezentaci Španělska debutoval v roce 2020.

## Klubová kariéra

### Valencia
Torres se narodil v městečku Foios ve Valencijském společenství a v roce 2006 ve věku šesti let se připojil do mládeže Valencie CF. Dne 15. října 2016 debutoval v rezervním týmu, když v průběhu domácího utkání Segundy División B proti Mallorce B vystřídal Grega.
Torres se před sezónou 2017/18 stal součástí B-týmu natrvalo a 26. srpna 2017 vstřelil svůj první seniorský gól při domácím vítězství 4:1 nad Peraladou-Gironou B. 5. října, poté, co byl spojován s přestupem do Barcelony či Realu Madrid, prodloužil svou smlouvu ve Valencii. Součástí smlouvy bylo i navýšení výkupní klausule na 25 miliónů euro. Dne 1. ledna 2018 byl povýšen do prvního týmu.
Torres debutoval v A-týmu 30. listopadu 2017, když nahradil Nacha Gila v domácím zápase Copy del Rey proti Realu Zaragoza. V La Lize debutoval 16. prosince; odehrál posledních devět minut utkání s Eibarem a stal se tak prvním hráčem narozeným v roce 2000, který nastoupil do ligového utkání. Torres debutoval v Lize mistrů 23. října 2018 v zápase proti švýcarskému týmu Young Boys. Svůj první gól v La Lize vstřelil 19. ledna 2019, deset minut poté, co nastoupil jako náhradník při domácím vítězství 2:1 proti Celtě Vigo.
Dne 5. listopadu 2019 vstřelil Torres svůj první gól v Lize mistrů, když vsítil poslední gól utkání proti Lille, stal se tak historicky nejmladším střelcem Valencie v soutěži a také prvním hráčem španělských týmů narozených v roce 2000, který skóroval v Lize mistrů. 23. listopadu 2019 odehrál Torres své 50. utkání v La Lize a stal se nejmladším hráčem Los Ches, který odehrál 50 ligových zápasů ve věku 19 let a 324 dní, prolomil tak 40 let starý rekord Miguela Tendilla (19 let a 300 dní).

### Manchester City
4. srpna 2020 anglický klub Manchester City oznámil novou posilu, Ferrána Torrese, za oznámený poplatek za přestup ve výši 23 milionů euro. Ten v klubu podepsal pětiletou smlouvu. Torres získal dres s číslem 21, které dříve nosila legenda City David Silva, který do Manchesteru přestoupil právě z Valencie v roce 2010. Torres debutoval v prvním zápase v sezóně, když nastoupil do zápasu proti Wolverhamptonu Wanderers na Molineux Stadium. 30. září 2020 vstřelil Torres svůj první gól v novém klubu, když v zápase EFL Cupu proti Burnley zvýšil na konečných 3:0.
21. října 2020 odehrál za Manchester první utkání v Lize mistrů, v utkání proti Portu se jednou střelecky prosadil. Jen o týden později Torres opět skóroval v Lize mistrů při vítězství 0:3 nad Marseille. To znamenalo, že se stal nejmladším španělským hráčem, který kdy skóroval ve třech po sobě jdoucích utkáních v Lize mistrů, a to ve věku 20 let a 241 dní. 28. listopadu vstřelil Torres svůj první ligový gól při domácím vítězství 5:0 nad Burnley. 23. ledna 2021 vstřelil Torres další branku, a to ve čtvrtém kole FA Cupu při výhře 3:1 nad Cheltenham Town z League Two. 14. května dal Torres svůj první hattrick v dresu City, a to při ligové výhře 4:3 nad Newcastlem United.

### Barcelona
Dne 28. prosince 2021 bylo oficiálně oznámeno, že Torres opustil klub a přestoupí do španělské Barcelony, kde podepsal pětiletou smlouvu do roku 2027.

## Reprezentační kariéra
Pouhých 16 dní po podepsání smlouvy s Manchesterem City byl Torres poprvé povolán do španělského národního týmu. Debutoval 3. září 2020 v zápase proti Německu v Lize národů UEFA, odehrál celých 90 minut remízy 1:1. O tři dny později vstřelil svůj první reprezentační gól při výhře 4:0 nad Ukrajinou. Dne 17. listopadu 2020 zaznamenal Torres svůj první reprezentační hattrick při výhře 6:0 nad Německem.
Dne 24. května 2021 byl Torres nominován Luisem Enriquem na závěrečný turnaj Euro 2020. Torres vstřelil třetí gól osmifinále turnaje v 76. minutě zápasu proti Chorvatsku. Přispěl tak k celkovému vítězství 5:3 po prodloužení a k postupu do čtvrtfinále.
Dne 6. října vstřelil Torres oba góly při venkovním vítězství Španělska 2:1 nad Itálií v semifinále Ligy národů. Ve finále o čtyři dny později Španělsko podlehlo 2:1 Francii.

## Statistiky

### Klubové
K 21. září 2021
| Klub            | Sezóna  | Liga               | Liga   | Liga | Národní pohár | Národní pohár | Ligový pohár | Ligový pohár | Evropské poháry | Evropské poháry | Ostatní | Ostatní | Celkem | Celkem |
| Klub            | Sezóna  | Liga               | Zápasy | Góly | Zápasy        | Góly          | Zápasy       | Góly         | Zápasy          | Góly            | Zápasy  | Góly    | Zápasy | Góly   |
| --------------- | ------- | ------------------ | ------ | ---- | ------------- | ------------- | ------------ | ------------ | --------------- | --------------- | ------- | ------- | ------ | ------ |
| Valencia B      | 2016/17 | Segunda División B | 2      | 0    | —             | —             | —            | —            | —               | —               | —       | —       | 2      | 0      |
| Valencia B      | 2017/18 | Segunda División B | 10     | 1    | —             | —             | —            | —            | —               | —               | —       | —       | 10     | 1      |
| Valencia B      | Celkem  | Celkem             | 12     | 1    | 0             | 0             | 0            | 0            | 0               | 0               | 0       | 0       | 12     | 1      |
| Valencia        | 2017/18 | La Liga            | 13     | 0    | 3             | 0             | —            | —            | —               | —               | —       | —       | 16     | 0      |
| Valencia        | 2018/19 | La Liga            | 24     | 2    | 6             | 1             | —            | —            | 7               | 0               | —       | —       | 37     | 3      |
| Valencia        | 2019/20 | La Liga            | 34     | 4    | 3             | 0             | —            | —            | 6               | 2               | 1       | 0       | 44     | 6      |
| Valencia        | Celkem  | Celkem             | 71     | 6    | 12            | 1             | 0            | 0            | 13              | 2               | 1       | 0       | 97     | 9      |
| Manchester City | 2020/21 | Premier League     | 24     | 7    | 3             | 1             | 3            | 1            | 6               | 4               | —       | —       | 36     | 13     |
| Manchester City | 2021/22 | Premier League     | 4      | 2    | 0             | 0             | 1            | 1            | 1               | 0               | 1       | 0       | 7      | 3      |
| Manchester City | Celkem  | Celkem             | 28     | 9    | 3             | 1             | 4            | 2            | 7               | 4               | 1       | 0       | 43     | 16     |
| Barcelona       | 2021/22 | La Liga            | 0      | 0    | 0             | 0             | 0            | 0            | 0               | 0               | 0       | 0       | 0      | 0      |
| Celkem          | Celkem  | Celkem             | 111    | 16   | 15            | 2             | 4            | 2            | 20              | 6               | 2       | 0       | 152    | 26     |

### Reprezentační
K 6. říjnu 2021
| Španělsko | Španělsko | Španělsko |
| Rok       | Zápasy    | Góly      |
| --------- | --------- | --------- |
| 2020      | 7         | 4         |
| 2021      | 15        | 8         |
| Celkem    | 22        | 12        |

#### Reprezentační góly
K zápasu odehranému 17. listopadu 2020. Skóre a výsledky Španělska jsou vždy zapisovány jako první
| Gól | Zápas | Datum              | Místo                                              | Soupeř   | Skóre | Výsledek | Soutěž                   |
| --- | ----- | ------------------ | -------------------------------------------------- | -------- | ----- | -------- | ------------------------ |
| 1.  | 2.    | 6. září 2020       | Stadion Alfreda Di Stéfana, Madrid, Španělsko      | Ukrajina | 4:0   | 4:0      | Liga národů UEFA 2020/21 |
| 2.  | 7.    | 17. listopadu 2020 | Estadio Olímpico de la Cartuja, Sevilla, Španělsko | Německo  | 2:0   | 6:0      | Liga národů UEFA 2020/21 |
| 3.  | 7.    | 17. listopadu 2020 | Estadio Olímpico de la Cartuja, Sevilla, Španělsko | Německo  | 4:0   | 6:0      | Liga národů UEFA 2020/21 |
| 4.  | 7.    | 17. listopadu 2020 | Estadio Olímpico de la Cartuja, Sevilla, Španělsko | Německo  | 5:0   | 6:0      | Liga národů UEFA 2020/21 |

## Ocenění

### Klubová

#### Valencia
- Copa del Rey: 2018/19[38]

#### Manchester City
- Premier League: 2020/21[39]
- EFL Cup: 2020/21[40]
- Liga mistrů UEFA: 2020/21 (druhé místo)[41]

#### FC Barcelona
1×La liga 2022/23
1×Supercoppa de España(2023)
1×Supercopa de España(2025)

### Reprezentační

#### Španělsko U17
- Mistrovství Evropy hráčů do 17 let: 2017

#### Španělsko U19
- Mistrovství Evropy hráčů do 19 let: 2019